# عماد الشمری
عماد الشمری (انگلیسی: Emad Al Shammari؛ زادهٔ ۲۲ ژانویهٔ ۱۹۸۰) یک ورزشکار است.